# VfL Engelskirchen
Der VfL Engelskirchen 1883/1913 e.V. ist ein Sportverein in Engelskirchen, der überregional durch die Erfolge seiner Frauenhandballmannschaft bekannt wurde.

## Geschichte
Am 24. Juni 1883 wurde der Turnverein (TV) Engelskirchen gegründet. Im Sommer 1913 gründeten drei junge Männer den Fußballklub FC Engelskirchen. 1919 wurde in Folge neu hinzugekommener Sportarten der FC Engelskirchen in den Spiel- und Sportverein (SSV) Engelskirchen 1913 umbenannt. Der Zusammenschluss 1937 kam zwar auf politischen Druck hin zustande, aber unter dem neuen Vereinsnamen "VfL Engelskirchen 1883/1913 e.V." hat sich der VfL kontinuierlich weiter entwickelt. 2008 hatte der Verein 1300 Mitglieder in zehn Abteilungen; davon waren zirka die Hälfte Kinder- und Jugendliche.

## Die Handballerinnen des VfL Engelskirchen
1979 gelang der Aufstieg in die zweigleisige Bundesliga. Gleich in der ersten Saison 1979/80 erreichte man als Vizemeister der Nord-Staffel das Halbfinale um die deutsche Meisterschaft, schied dann aber gegen den TSV GutsMuths Berlin aus (11:13, 12:12). Zwei Jahre später gelang der Finaleinzug. In Aachen erwies sich jedoch die dominierende Mannschaft jener Jahre als zu stark: Bayer Leverkusen gewann mit 23:12. 1985/86, im ersten Jahr der eingleisigen Bundesliga, die zweite Vizemeisterschaft: Hinter Bayer Leverkusen (33:3) belegte der VfL Engelskirchen mit 28:8 Punkten den zweiten Platz.

Im DHB-Pokal-Wettbewerb 1985 wieder nur der zweite Platz: Zwar gewann man das Hinspiel gegen Bayer Leverkusen mit 22:18, doch musste der VfL im Rückspiel mit 17:25 die Segel streichen. Dann aber war es soweit: Der VfL konnte die "Übermannschaft" Bayer Leverkusen endlich überflügeln und den DHB-Pokal nach Engelskirchen holen. 1986 triumphierte der Klub auswärts mit 19:13 sowie in eigener Halle mit 17:16 und 1988 siegte man zuhause mit 13:12 sowie mit 20:17 in Leverkusen. Einen weiteren Vize-Titel gab es zudem international im damaligen Europapokal der Pokalsieger: 1986 unterlagen "die Engelchen", wie sie auch genannt wurden, in den beiden Finalspielen dem jugoslawischen Vertreter RK Radnički Belgrad.

Im Jahre 1989 dann das bittere Aus: Der VfL Engelskirchen musste aus finanziellen Gründen aus der Bundesliga zurückziehen und versank in der Bedeutungslosigkeit der Kreisliga. Darüber hinaus hatte man im Laufe der Jahre die Nachwuchsarbeit vernachlässigt. Die Handballabteilung im ASC Loope war im Gegensatz zur Handballabteilung im VfL Engelskirchen noch gesund. Nach zähen Verhandlungen wurde am 8. Mai 1991 der Gründungsvertrag zur Bildung der Handballspielgemeinschaft SG Engelskirchen-Loope unterzeichnet und vom Handballverband Mittelrhein genehmigt. Von 1993 bis 1995 gehörte der Verein zwei Jahre lang der Regionalliga West an. In der Saison 2007/08 belegte die SG in der Kreisliga Oberberg mit 26:6 Punkten Platz zwei.

## Größte Erfolge
- DHB-Pokalsieger 1986, 1988
- Deutscher Vizemeister 1982, 1986
- Finalist Europapokal der Pokalsieger 1986
- Finalist DHB-Pokal 1985
- Die herausragende Spielerin Dagmar Stelberg wurde in die Weltauswahl berufen und vier Mal zur deutschen Handballerin des Jahres gewählt: 1982, 1983, 1986, 1987.

## Die Bundesliga-Bilanz
| Saison  | Spielklasse     | Platz | Sp | Tore    | Diff. | Punkte |
| ------- | --------------- | ----- | -- | ------- | ----- | ------ |
| 1979/80 | Bundesliga Nord | 2     | 18 | 289:245 | +44   | 28:8   |
| 1980/81 | Bundesliga Nord | 3     | 18 | 298:231 | +67   | 28:8   |
| 1981/82 | Bundesliga Nord | 2     | 18 | 329:245 | +84   | 29:7   |
| 1982/83 | Bundesliga Nord | 3     | 18 | 399:275 | +124  | 30:6   |
| 1983/84 | Bundesliga Nord | 4     | 16 | 322:281 | +41   | 18:14  |
| 1984/85 | Bundesliga Nord | 3     | 18 | 384:309 | +75   | 26:10  |
| 1985/86 | Bundesliga      | 2     | 18 | 406:313 | +93   | 28:8   |
| 1986/87 | Bundesliga      | 3     | 18 | 449:330 | +119  | 27:9   |
| 1987/88 | Bundesliga      | 3     | 18 | 394:323 | +71   | 27:9   |
| 1988/89 | Bundesliga      | 6     | 18 | 319:388 | −69   | 13:23  |

|  | DHB-Pokalsieger |

## Trainer
- Risto Buha, Handballtrainer 1980 bis 1981